# 俏妞神枪手
《俏妞神枪手》『えとせとら』(ET CETERA) 是中崎冬创作的日本漫画作品。于講談社《月刊少年Magazine》1997年9月号到2000年12月号連載，单行本全9卷，台灣中文版由東立出版社代理。

## 介绍
中国少女「明朝」，有把只要碰到有十二地支动物、就能射出那种动物的样式子弹的枪。之后明朝和牧师踏上他们的旅程。